# Asmate lacticiliata
Asmate lacticiliata là một loài bướm đêm trong họ Geometridae.